# Nilgiribergen

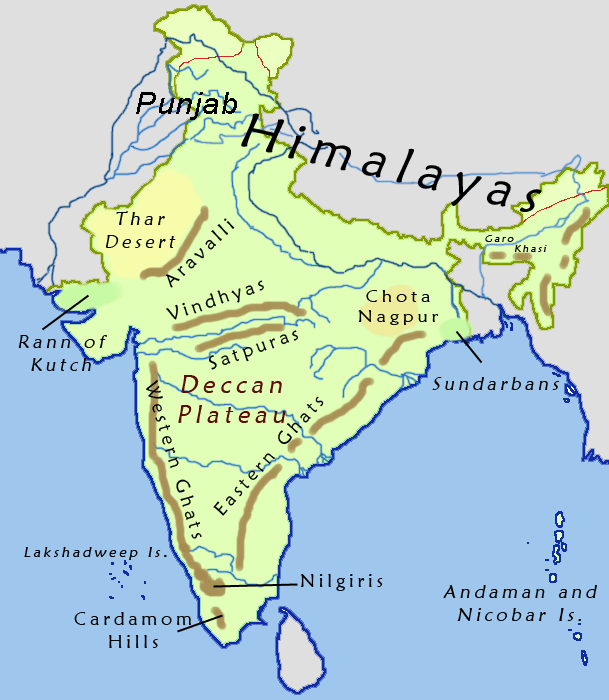
Karta som visar Nilgiribergen i södra Indien

Nilgiribergen, bergskedja på Deccan i södra Indien, är kända för sin rika flora och fauna. Bland annat finns den unika bergskogstypen shola här. Numera täcks dock bergen av bara 57% skog, stora teodlingar breder istället ut sig. På 700-2600 meters höjd bor ursprungsfolk av stammarna Kurumba, Irula, Cholanaiken, Kattunaiken, Toda, Kota, Sholiga, Urali med flera. Tillsammans är de cirka 30 000. Man räknar ibland även Badaga som ursprungsfolk, de är dock en större grupp på ca 200 000. 